# Regéc
Regéc je vesnička v Maďarsku v župě Borsod-Abaúj-Zemplén v okrese Gönc v pohoří Slanské vrchy. Asi 1,5 km jižně od centra obce se nachází Regecký hrad, postavený kolem roku 1300.
Obec má rozlohu 2721 ha a žije zde 76 obyvatel (2015).